# Universitat Rei Joan Carles
La Universitat Rei Joan Carles (en castellà, Universidad Rey Juan Carlos, URJC, per les seves sigles) és una universitat pública espanyola amb seu a la Comunitat de Madrid, amb campus a Aranjuez, Alcorcón, Fuenlabrada, Madrid i Móstoles.
També compta amb dues Seus a la Capital: Madrid-Manuel Becerra i Madrid-Quintana. A més, aviat hi n'haurà dos més: Madrid-Velázquez i Madrid-Buen Suceso.
Segons dades estadístiques oficials de 2012, la URJC compta aproximadament amb 45.458 estudiants, que la fa la segona universitat de Madrid per nombre d'alumnes matriculats.
La Universitat Rei Juan Carlos destaca a nivell nacional en els estudis de administració d'empreses, ciències econòmiques, ciències ambientals, fisioteràpia, enginyeria, medicina, periodisme, publicitat, turisme i relacions internacionals.
El març de 2018, la Universitat va patir una gran pèrdua de prestigi quan els diaris van identificar múltiples irregularitats en l'adjudicació d'un títol de màster a la presidenta de la Comunitat de Madrid, Cristina Cifuentes. Aquest no és l'únic cas polèmic en què s'ha vist implicada la Universitat. L'any 2017 el rector Fernando Suárez Bilbao va ser pressionat per dimitir per haver plagiat la seva tesi doctoral.

## Campus i centres docents

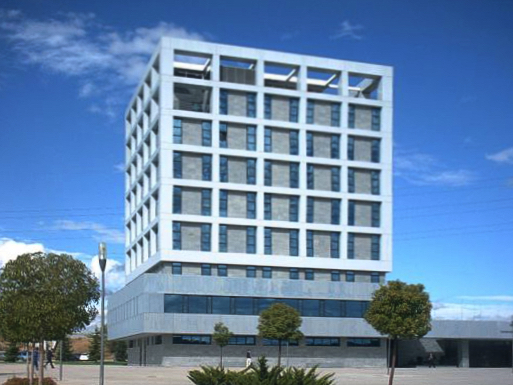
Rectorat URJC, Móstoles

La Universitat Rei Juan Carlos es divideix actualment en cinc campus universitaris:

### Campus d'Alcorcón
- Facultat de Ciències de la Salut
- Facultat de Ciències Jurídiques i Socials

### Campus d'Aranjuez
- Facultat de Ciències Jurídiques i Socials

### Campus deFuenlabrada
- Facultat de Ciències de la Comunicació
- Escola Tècnica Superior d'Enginyeria de Telecomunicació (ETSIT)
- Facultat de Ciències Jurídiques i Socials

### Campus deVicálvaro(Madrid)
- Facultat de Ciències Jurídiques i Socials
- Facultat de Ciències de la Comunicació
- Escola Superior de Ciències Experimentals i Tecnologia (ESCET)
- Escola Tècnica Superior d'Enginyeria Informàtica (ETSII)

### Campus deMóstoles
- Escola Superior de Ciències Experimentals i Tecnologia (ESCET)
- Escola Tècnica Superior d'Enginyeria Informàtica (ETSII)
- Facultat de Ciències Jurídiques i Socials

Cada escola o facultat es regeix de manera autònoma amb un degà o director d'escola i es divideix en departaments universitaris.

## Centres adscrits
- Escola Superior de Gestió Comercial i Màrqueting (ESIC) a Pozuelo de Alarcón (Madrid).
- Escola Superior ESERP (Madrid).
- Escola Universitària d'Arts i Espectacles (TAI) a Madrid.
- CEDEU Centro d'Estudis Universitaris, a Madrid.

## Instituts universitaris
- Institut Superior de la Dansa Alicia Alonso (Fuenlabrada).
- Institut d'Estudis Jurídics Internacionals (Vicálvaro).
- Institut de Dret Públic (Vicálvaro).
- Institut Europeu de Formació i Acreditació Aeronàutica (European Institute for Aviation Training and Accreditation, EIATA)

## Centres universitaris i altres centres i institucions
- Centro Universitari d'Idiomes (Vicálvaro), que imparteix regularment cursos d'anglès, francès, alemany, italià, xinès i espanyol per a estrangers.
- Centre de Documentació i Estudis de la Unió Europea Emile Noël (Vicálvaro).
- Centre de Cooperació i Voluntariat (Alcorcón).
- Centre Universitari d'Estudis Socials Aplicats CUESA (Vicálvaro).
- Centre d'Estudis d'Economia de Madrid (Vicálvaro).
- Centre d'Estudis d'Iberoamèrica (Móstoles).
- Centre per a les Tecnologies Intel·ligents de la Informació i les seves Aplicacions (CETINIA)
- Viver d'empreses (Vicálvaro i Móstoles).
- Centre de Suport Tecnològic (Móstoles).
- Centre per a la Innovació, Transferència de Tecnologia i del Coneixement (Móstoles).
- Xarxa de Laboratoris de la URJC (REDLABU).
- Institut d'Humanitats
- Centro d'Innovació en Educació Digital: URJC online
- Centre d'Educació Superior EAE Madrid
- Centro d'Estudis Universitaris CEDEU
- Centre Universitari Gestió IEB Global
- Escola Superior de Gestió Comercial i Màrqueting (ESIC)
- Escola Superior ESERP Fundació Universitària
- Escola Universitària d'Arts i Espectacles (TAI)
- IMDEA Energia
- Centre Integral de Formació Permanent

## Centres col·laboradors
Per a la realització de pràctiques tutoritzades en els estudis de infermeria, s'han establert acords de col·laboració amb centres sanitaris del Servei Madrileny de Salut, com el Centre de Salut La Rivota, a Alcorcón.
Per a la realització de màsters i cursos superiors universitaris amb possibilitat de bonificació per a les empreses, s'ha establert un conveni de col·laboració amb el Grup IOE.

## Extensió universitària
La universitat realitza els seus cursos d'estiu a Aranjuez. Imparteix també nombrosos màsters i títols propis a la seu de la Fundació Universitat Rey Juan Carlos, situada a la plaça de Manuel Becerra, en Madrid.
Ofereix un programa d'Universitat per als Majors, de tres anys de durada més altres dues de postgrau, dirigit a persones de més de 55 anys, que es desenvolupa als campus de Móstoles i Vicálvaro gràcies a les subvencions de la Comunitat de Madrid i dels Ajuntaments de Madrid, Móstoles, Fuenlabrada i Alcorcón. En el curs 2009/2010 van participar en aquest programa un total de 585 alumnes matriculats.
D'altra banda, organitza tots els anys la Setmana Cultural URJC Culturart als diferents campus de la universitat.

## Esport
La Universitat Rei Juan Carlos destaca pel seu foment de l'esport en l'àmbit universitari. Prova d'això és el Trofeu Joaquín Blume, atorgat en 2007 a la URJC pel Consell Superior d'Esports d'Espanya.
D'entre les instal·lacions esportives, destaca el estadi Raúl González Blanco, situat a Fuenlabrada i inaugurat al novembre de 2003. També disposa a cada campus de diverses pistes de tennis, tennis de taula, pàdel, futbol, pistes de atletisme, frontó, gimnàs, etc.

## Rectors
- Enrique Otero Huerta (-2002)
- Pedro José González-Trevijano Sánchez (2002-2013)
- Fernando Suárez Bilbao (2013-2017)
- Javier Ramos López (2017)

## Finançament
El finançament de la universitat prové per subvencions de la Comunitat de Madrid i per empreses mitjançant convenis.
El 2014 el Banc Santander aportà 850.000 euros mitjançant un "conveni d'especial rellevància" de quatre anys.
El 2016 les empreses de l'IBEX-35 CaixaBank, Iberdrola, Repsol i Telefónica finançaren mitjançant convenis més de 560.900. A més, la farmacèutica Astrazeneca pagà 20.000 per a patrocinar un curs d'estiu. Una altra farmacèutica, Mundipharma Pharmaceuticals pagà 3.000 euros per la mateixa finalitat. Enaire signà un conveni per 20.000 euros. La Real Casa de Moneda pagà 12.000 euros per dos cursos d'estiu.

## Polèmiques
En el curs 2012/2013 fou la universitat pública que més cursos de màster de periodisme oferia. Entre els cursos de 2013 i de 2015 molts caps de la Policia Nacional d'Espanya (uns 200 inspector i comissaris) es van graduar en Criminologia, fent-ho amb cursos en línia que duraven menys de l'habitual en altres universitats i pagant menys: 9 mesos per 3.000 euros respecte 4 anys per 6.000 euros. En abril de 2018 es va fer pública aquesta informació portant a la denúncia que feren membres del cos policial perquè s'investigara per si hi havia irregularitats.
Al curs 2015/2016 s'oferiren descomptes del 50% als militants del partit polític Vox.
El 2017 l'exrector Fernando Suárez Bilbao va ser sospitós d'haver plagiat en fins a 11 publicacions. Fou investigat per un jutjat espanyol i uns mesos després dimitia.
El gener del 2018 va anunciar que la seu es traslladaria el 2020. El febrer d'eixe any va tirar endavant amb un projecte educatiu conjunt amb la Lliga de Futbol Professional. Des de principis de març de 2018 es convertí en la segona universitat no catalana que compra energia d'origen totalment renovable, formant part del Consorci de Serveis Universitaris de Catalunya.
El 2018 va suposar una pèrdua de prestigi de la universitat per l'escàndol del cas Cifuentes i les males praxis que es van anar descobrint a partir de les investigacions que es van fer del cas Cifuentes.

## Professors notables
- Carmen Caffarel: catedràtica de Comunicació Audiovisual i directora de Radiotelevisió Espanyola d'abril de 2004 a gener de 2007. Directora de l'Institut Cervantes en el període 2007-2012.
- Jesús Huerta de Soto: catedràtic de Economia Política i exdirector del Institut d'Estudis Fiscals.
- María del Carmen Iglesias Cano: catedràtica d'Història, historiadora de reconegut prestigi, directora de la Reial Acadèmia de la Història, membre de nombre de la Reial Acadèmia Espanyola i presidenta del grup Unidad Editorial.
- Francisco Marhuenda, professor d'Història del Dret i de les Institucions i director del diari La Razón.
- Edurne Uriarte Bengoetxea, catedràtica de Ciències Polítiques i escriptora en el diari "ABC".
- Andrés Ollero Tassara: catedràtic de Filosofia del Dret i magistrat del Tribunal Constitucional.

## Alumnes destacats
- Tamara Rojo: directora de l'English National Ballet a partir de setembre de 2012
- Pablo Casado: diputat a les Corts Generals i president del Partit Popular.